# DIIV
DIIV (pronunciado y previamente conocido como Dive) es una banda de rock estadounidense formada en Brooklyn, Nueva York, a mediados de 2011. La banda consiste actualmente por Zachary Cole Smith (vocalista, guitarra), Andrew Bailey (guitarra), Colin Caulfield (bajo, guitarra, teclados) y Ben Newman (batería).
El grupo debutó en 2012 con su primer álbum de estudio Oshin, siendo publicado por el sello independiente Captured Tracks. Sus subsiguientes álbumes, Is the Is Are (2016) y Deceiver (2019), han recibido buena recepción crítica y comercial.

## Historia

### 2011–2013:Oshin
Zachary Cole Smith, quien fue guitarrista de la banda Soft Black, además de tocar la batería para Beach Fossils, formó la banda como un proyecto secundario en 2011. Añadió a su amigo de infancia Andrew Bailey en guitarra, el bajista Devin Ruben Perez y el baterista Colby Hewitt, este último era un antiguo miembro de Smith Westerns. Cole Smith, quién originalmente nombró al proyecto Dive, fue inspirado por la canción de Nirvana de mismo nombre. En una entrevista con Pitchfork, profundizaron que “todos en la banda son un signo de agua, así que el nombre era muy adecuado”. En mayo de 2012, el nombre fue cambiado a DIIV, donde Cole Smith declara haber sido por respeto a la banda industrial belga de mismo nombre, la cual fue formada por Dirk Ivens en la década de 1990.
Fueron firmados por el sello independiente Captured Tracks, publicando los sencillos «Sometime» y «Human», los cuales fueron grabados de manera solitaria por Cole Smith, describiéndolos como demos. El primer sencillo oficial, «Geist», fue publicado a comienzos de abril, seguido por la canción promocional «Doused» y el vídeo oficial de «How Long Have You Know» en mayo. Su primer álbum de estudio, Oshin, fue publicado en junio del mismo año. Algunas influencias en ella varían desde krautrock, bandas del C86 y guitarristas de Malí.
El álbum fue bien recibido por la crítica musical, siendo incluido en las listas de mejores álbumes de 2012 de distintos medios, como USA Today (sexta posición), Stereogum (vigesimosegunda posición), Pitchfork (cuadragésima posición), entre otros.
En julio de 2013 se une el multinstrumentalista Colin Caulfield a la banda, mientras el vocalista Cole Smith estuvo pasando por una severa adicción a la heroína, siendo detenido junto a su pareja en ese entonces, Sky Ferreira, en septiembre. Otros incidentes en torno a la banda fueron relacionados al bajista, Devin Ruben Perez, quién fue criticado por sus declaraciones controversiales en 4chan durante 2014.

### 2014–2017:Is the Is Are
Durante las giras promocionales de Oshin, la banda presentaba nuevas canciones en directo, como «Dust» y «Loose End». En una entrevista en julio de 2014, Smith expresaba que había escrito más de 150 canciones desde la publicación del álbum. Las grabaciones para su segundo álbum comenzaron en marzo de 2015 en el estudio Strange Weather de Brooklyn. Por ese tiempo, el baterista Colby Hewitt abandonó la banda por sus múltiples adicciones de droga, siendo reemplazado por Ben Newman, quién formó parte de la gira europea. Con la nueva alineación, estrenaron el primer sencillo para el nuevo álbum, «Dopamine», en septiembre. El segundo sencillo, «Under the Sun», fue publicado en diciembre.
Is the Is Are fue publicado el 5 de febrero de 2016. Las inspiraciones musicales para el álbum fueron Elliott Smith, Royal Trux y bandas de krautrock para las sesiones iniciales, mientras que Sonic Youth fue el enfoque sonoro en que Smith hiló el álbum. En un artículo de Pitchfork, Cole Smith especificó que el álbum Bad Moon Rising fue el punto de referencia, pero que se asemejan más a las canciones emocionales de The Cure y The Smashing Pumpkins.
Como parte de su gira promocional, la banda realizó conciertos en Europa, que tuvieron que ser suspendidos el 27 de marzo por representativos de la banda, explicando que había “problemas de salud grave”. En febrero de 2017, Smith ingresó a un tratamiento de largo plazo por sus adicciones severas. Por otro lado, Devin Ruben Perez dejó la banda en diciembre del mismo año, siendo confirmado por la banda a comienzos de 2019. Colin Caulfield, en una entrevista posterior para NME, habló de la etapa compleja que vivieron como grupo, asumiendo que ese sería el punto final en sus carreras.

### 2018–2022:Deceiver
La banda se reunió nuevamente en 2018, en donde por primera vez la composición de nuevo material fue producido de manera colaborativa. La banda, ahora como cuarteto, se embarcó en un tour estadounidense, acompañado por la banda Deafheaven. Su tercer álbum de estudio, Deceiver, fue anunciado en abril de 2019, siendo producido por la banda y Sonny Diperri en marzo. En julio estrenaron «Skin Game», su primer sencillo en tres años, en el cual Cole Smith examina la adicción y el dolor a través de un diálogo imaginario entre dos personajes. Un segundo sencillo, «Taker», fue estrenado el 22 de agosto junto a un vídeo musical, con sonidos más cercanos al grunge. El tercer sencillo, «Blankenship», fue acompañado con el anuncio de una gira por Reino Unido.
Deceiver fue publicado el 4 de octubre de 2019, debutando en distintas listas musicales de Billboard, logrando ventas sobre 6 000 copias en su primera semana. Múltiples reseñas musicales se enfocaron en el cambio musical de la banda, con la revista NME comparando algunos elementos en ella con material similar del grunge o el slowcore en sus inicios. Un vídeo promocional para «The Spark» fue estrenado a comienzos de 2020, donde presentaron fechas para su gira en el Reino Unido y otros países europeos. Sus planes de realizar una gira europea fueron cancelados por los eventos de la Pandemia de COVID-19 a nivel mundial. El 2 de octubre, compartieron por 24 horas los demos de Deceiver, siendo exclusivo de su cuenta de Bandcamp.
En mayo de 2021, fueron uno de los 180 músicos que firmaron una carta abierta en oposición a Spotify, quienes planeaban establecer una patente de monitoreo y grabación del habla de los usuarios como también el ruido de fondo, como una forma de ayudar a seleccionar música. A finales de año, anunciaron una gira europea para 2022 con planes de una extensión, siendo su regreso a los conciertos internacionales luego de la cancelación previa en 2020.
En mayo de 2022, anunciaron una edición conmemorativa por los diez años de Oshin, incluyendo los demos originales, canciones en directo y un booklet retrospectivo con 25 fotografías. De manera paralela, también fue publicado un EP con sus canciones iniciales, Sometime / Human / Geist. Para cerrar el año, fue publicado un álbum en vivo desprendido de un concierto acústico en Murmrr Theatre, Brooklyn. La grabación intima, realizada en 2017, incluye canciones de sus primeros dos álbumes y otras canciones versionadas, como «When You Sleep» de My Bloody Valentine y «Hollow» de Alex G.

### 2023-presente:Frog in Boiling Water
En agosto de 2023, Depeche Mode anunció a DIIV como uno de los teloneros en su gira norteamericana por Memento Mori, junto a Kelly Lee Owens y Young Fathers. En medio de sus presentaciones con Depeche Mode, también anunciaron una gira titular entre septiembre a noviembre del mismo año. A través de publicaciones crípticas, compartieron una nueva canción titulada «Soul Net», siendo temporalmente exclusivo de su sitio web soul-net.co. El enlace contiene referencias disonantes a numerología, conspiraciones y espiritualidad similar a la secta new age Heaven's Gate, expresando en un comunicado: “fue divertido intentar publicar música de una forma que ignore las grandes plataformas de streaming, pero es inspirado en la naturaleza distópica de su vómito algorítmico sin alma”.
El 15 de febrero de 2024, fue anunciado la publicación de su cuarto álbum para mayo del mismo año, ahora bajo el sello Fantasy Records. También fue presentado como sencillo «Brown Paper Bag», mientras que la producción musical estuvo a cargo de Chris Coady. El título del álbum, Frog in Boiling Water, fue tomado de una metáfora presente en el libro The Story of B del autor Daniel Quinn.

## Integrantes
| Formación actual - Zachary Cole Smith – Voz principal, guitarra (2011–presente) - Andrew Bailey – Guitarra (2011–presente) - Colin Caulfield – Bajo (2018–presente); voces de apoyo (2013–presente); teclados, guitarra (2013–2018) - Ben Newman – Batería (2015–presente) | Miembros anteriores - Devin Ruben Perez – Bajo (2011–2017) - Gryphon Graham – Teclados, guitarra, voces de apoyo (2013) - Colby Hewitt – Batería (2011–2015) |

## Discografía
Álbumes de estudio
- 2012: Oshin
- 2016: Is the Is Are
- 2019: Deceiver
- 2024: Frog in Boiling Water

EP
- 2022: Sometime / Human / Geist

Álbumes en vivo
- 2022: Live at The Murmrr Theatre